# Clemente Augusto di Baviera
Clemente Augusto Ferdinando Maria Giacinto di Baviera (Bruxelles, 17 agosto 1700 – Ehrenbreitstein, 6 febbraio 1761) fu un membro della casata dei Wittelsbach, della dinastia di Baviera, e arcivescovo di Colonia dal 1723 al 1761 col titolo di principe-elettore del Sacro Romano Impero, nonché signore di Erzstifts e nunzio apostolico della Santa Sede in Germania.
Fu anche Gran Maestro dell'Ordine Teutonico e vescovo di Ratisbona, di Münster, di Osnabrück, di Paderborn e di Hildesheim.

## Biografia

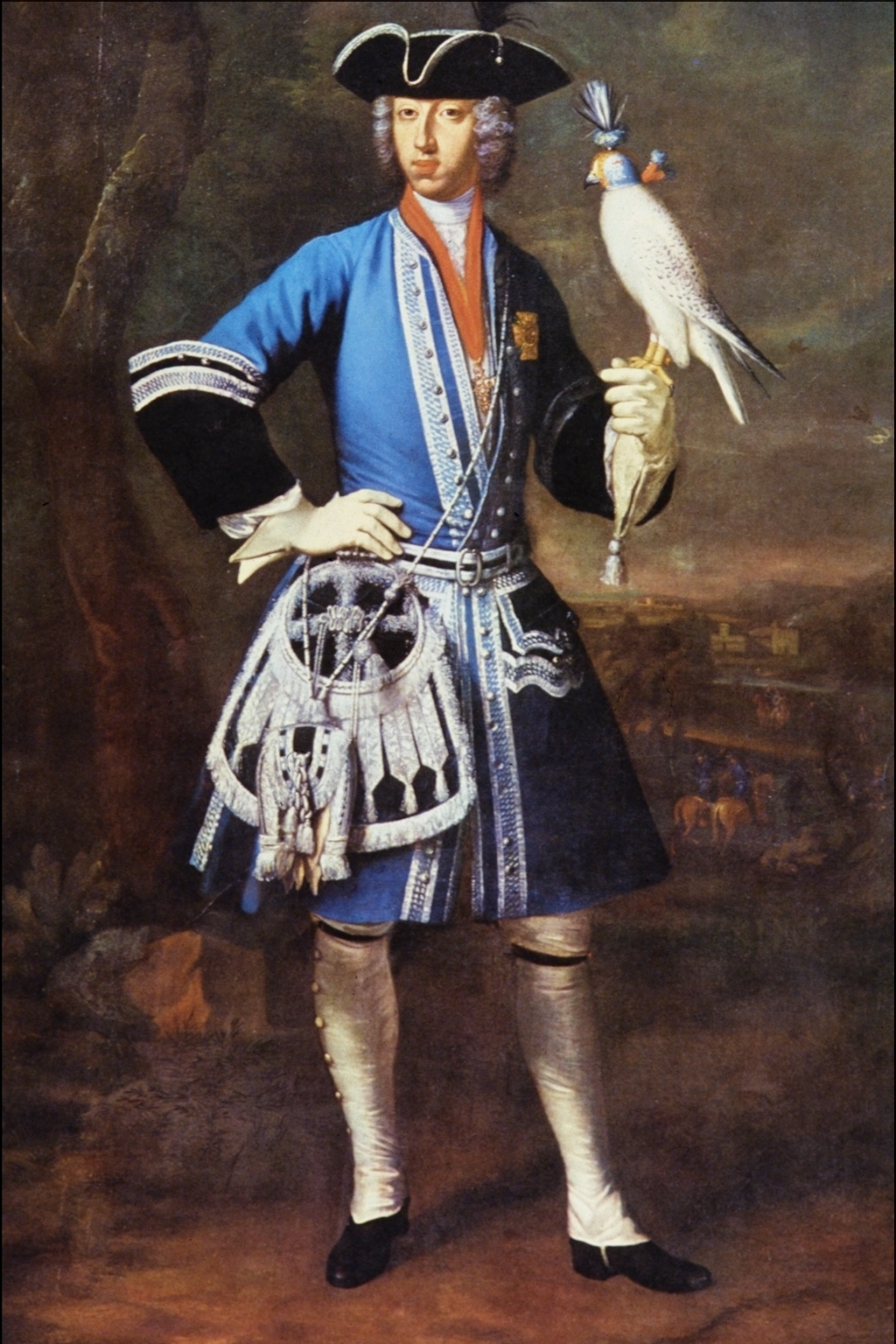
Ritratto del Principe Clemente Augusto Wittelsbach con un Falchetto, (opera di Peter Jacob Horemans)

Clemente Augusto nacque a Bruxelles, quintogenito e terzo maschio dell'elettore Massimiliano II Emanuele di Baviera e della principessa Teresa Cunegonda di Polonia, figlia del re Giovanni III Sobieski di Polonia. La sua famiglia era stata divisa durante  Clemente fu per molti anni in arresto sotto l'Austria; solo nel 1715 la famiglia poté essere riunita.
Dopo lo scoppio della Guerra di successione spagnola, nel 1704 la madre si trasferì con lui e altri figli  a Monaco, ma, dopo l'invasione austriaca della Baviera, dal 1706 al 1712 Clemente e la famiglia furono tenuti in arresto a Klagenfurt. Solo al termine della guerra, nel 1715, la famiglia elettorale si riunì a Graz sotto il vigile controllo dell'Austria (l'operazione venne indicata col nome di Ehrenhaft). Qui egli iniziò il proprio percorso di studi frequentando il locale collegio dei Gesuiti. Clemente Augusto venne quindi avviato alla carriera ecclesiastica - come del resto due dei suoi fratelli, Filippo Maurizio e Giovanni Teodoro - consentendo ai Wittelsbach di mantenere ancora il controllo religioso sulla Baviera.
Presto divenne canonico a Frisinga, Ratisbona e Spira, mentre il fratello Filippo Maurizio venne avviato alla carriera nei territori tedeschi del nord-ovest. Nel 1715 prese i voti religiosi, ottenne la tonsura e venne nominato vescovo coadiutore del principe-vescovo di Ratisbona, a cui succedette nella cattedra episcopale dal 1716 al 1719. Dal 1717 al 1719, assieme al fratello Filippo Maurizio, studiò e si laureò dopo cinque anni in Teologia a Roma. Il padre, nel frattempo, strinse per lui delle proficue alleanze in Baviera che gli permisero di divenire, nel 1719, principe-vescovo di Münster e Paderborn. Nel 1722 divenne arcivescovo coadiutore del principe-arcivescovo di Colonia, succedendo allo zio Giuseppe Clemente su questa cattedra nel 1723, appena ventitreenne. Sotto il governo dello zio aveva ottenuto numerosi incarichi a Berchtesgaden, ottenendo poi il governo della diocesi di Ratisbona e il principato-prevostale di Altötting. Nel 1724 divenne principe-vescovo di Hildesheim, e nel 1728 ottenne anche la mitra episcopale di Osnabrück, venendo poi nominato gran maestro dell'Ordine Teutonico.
Una speciale dispensa gli permise di mantenere tutte queste diocesi in unione personale, anche grazie ai buoni rapporti di amicizia con il Primo Ministro dell'Impero Caspar Anton von Belderbusch, guadagnandosi il soprannome di Signore delle cinque Chiese.
Clemente Augusto, che pure si schierò con gli Asburgo durante la guerra di successione austriaca, incoronò personalmente il fratello Carlo imperatore a Francoforte sul Meno nel 1742. Alla morte di Carlo, nel 1745, Clemente Augusto si schierò nuovamente con l'Austria. Morì alla fortezza di Ehrenbreitstein nel 1761 e venne sepolto nel Duomo di Colonia, nella Dreikönigenkapelle.
Di lui si sa che ebbe anche una figlia illegittima, Anna Maria zu Löwenfeld, mai legittimata per non rovinare la sua carriera ecclesiastica. Questa venne fatta sposare col suo cugino di primo grado, Francesco Ludovico von Holstein, figlio illegittimo dell'Imperatore Carlo VII di Baviera, fratello di Clemente Augusto.

## L'apporto culturale
Clemente Augusto fu un mecenate delle arti; ordinò la costruzione dei Palazzi di Augustusburg e di Falkenlust a Brühl, oggi considerato patrimonio dell'umanità e tutelato dall'UNESCO, e la chiesa di San Michele a Berg am Laim.

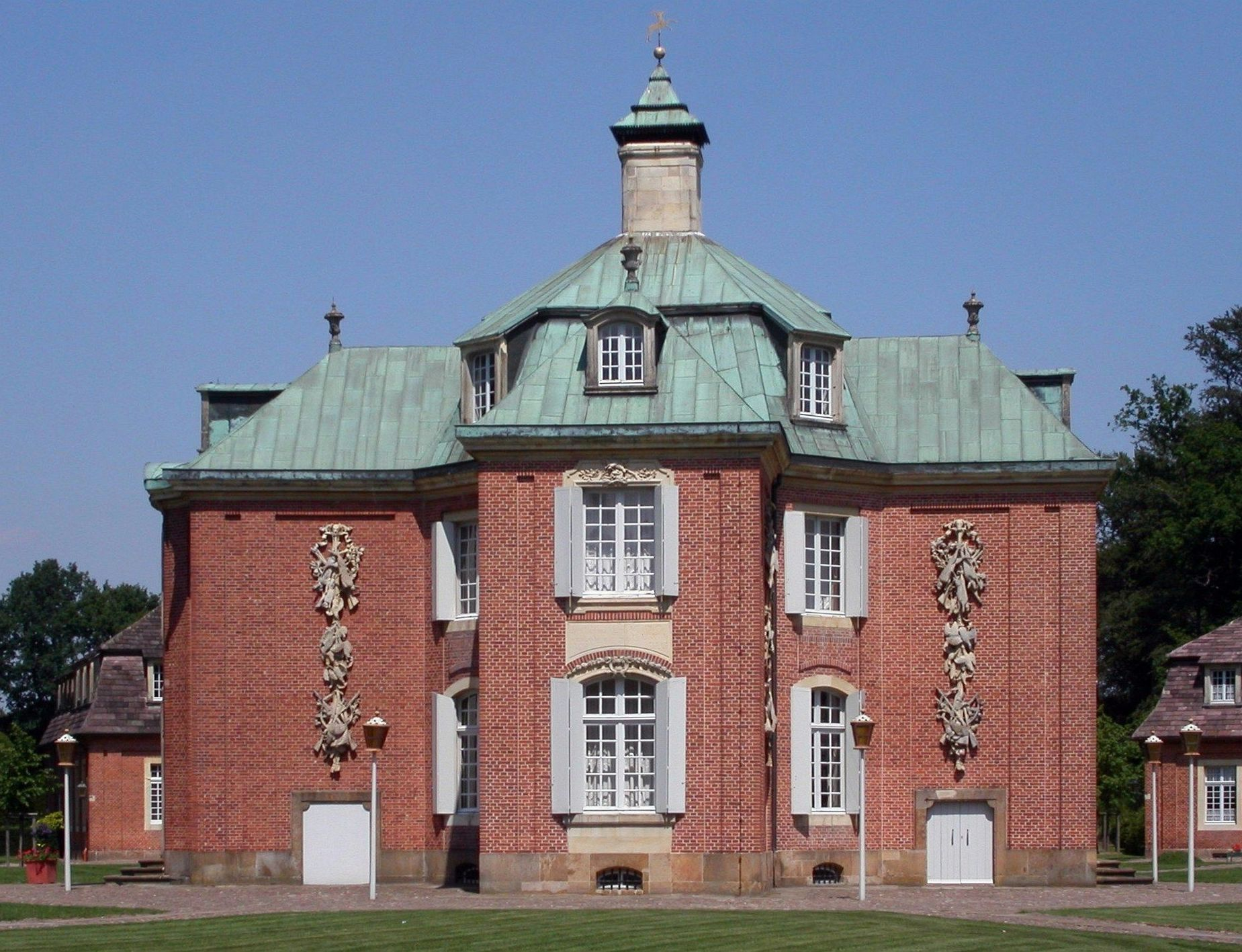
Il Palazzo di Clemenswerth presso Sögel, costruito come palazzina di caccia di Clemente Augusto
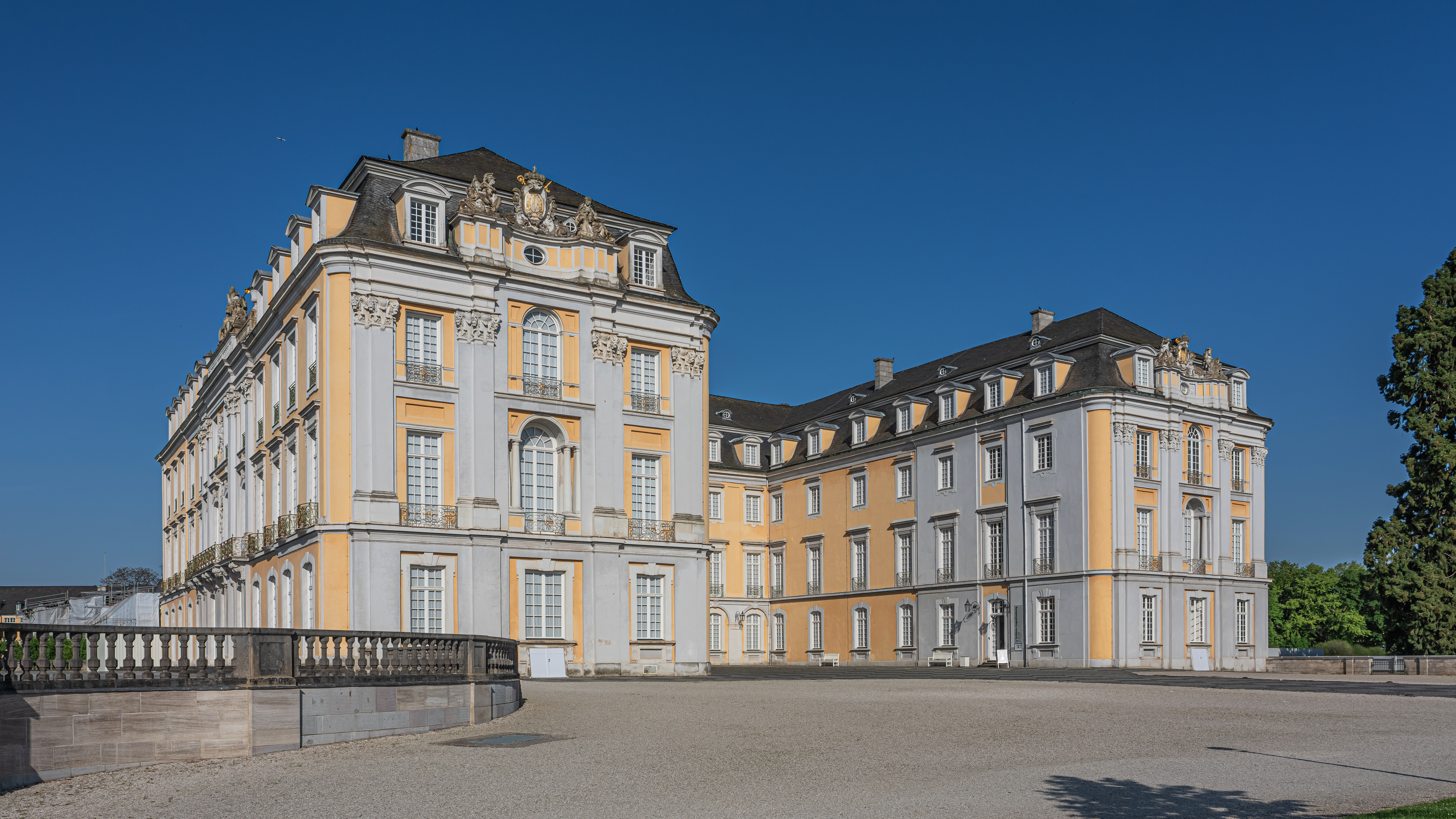
Il Castello di Augustusburg
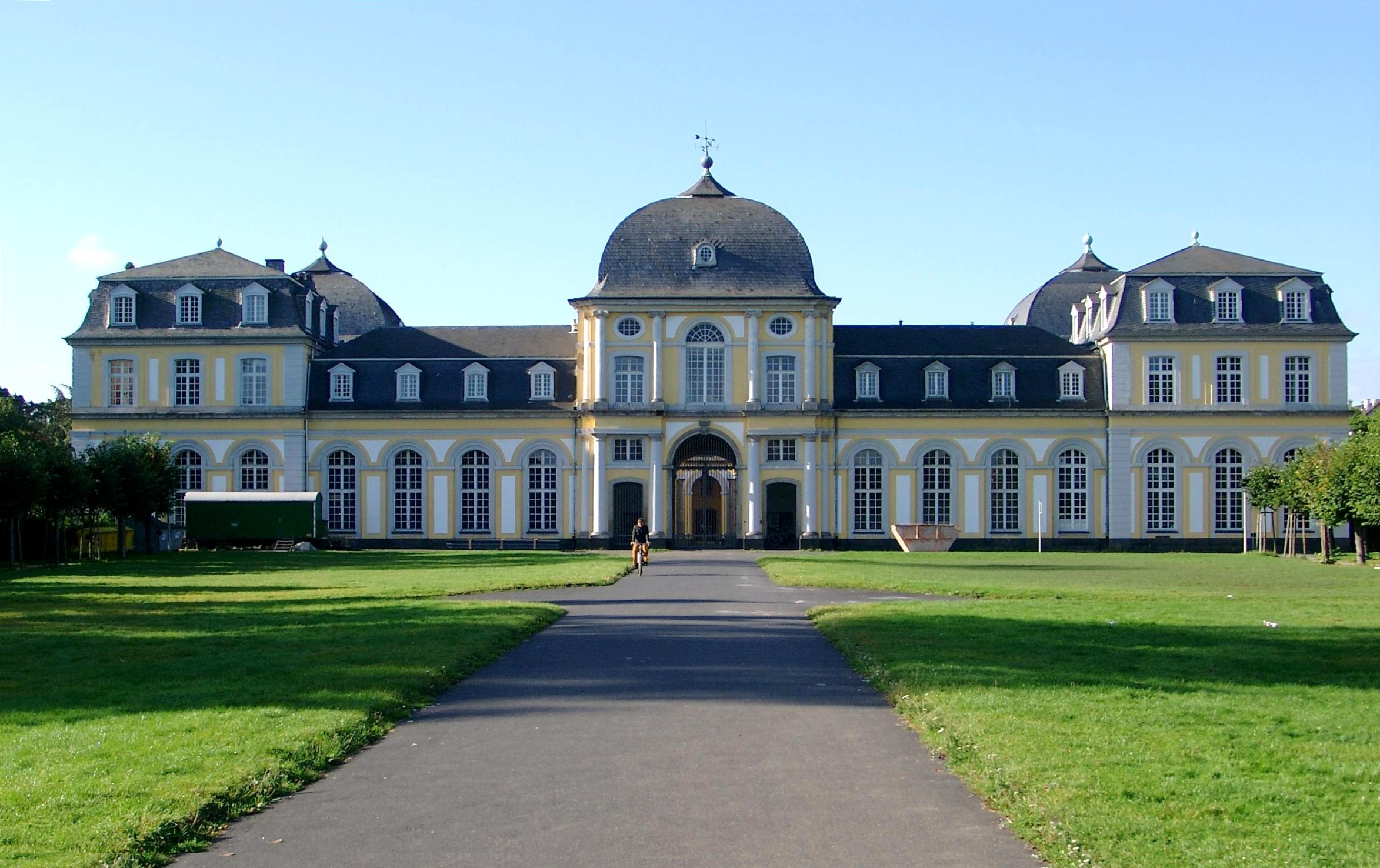
Il Castello di Poppelsdorf
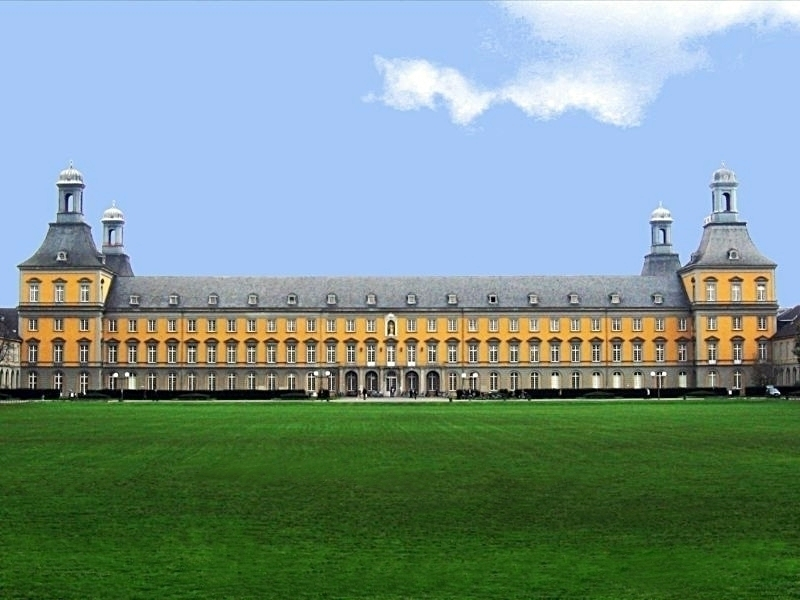
La Residenza degli Arcivescovi di Bonn
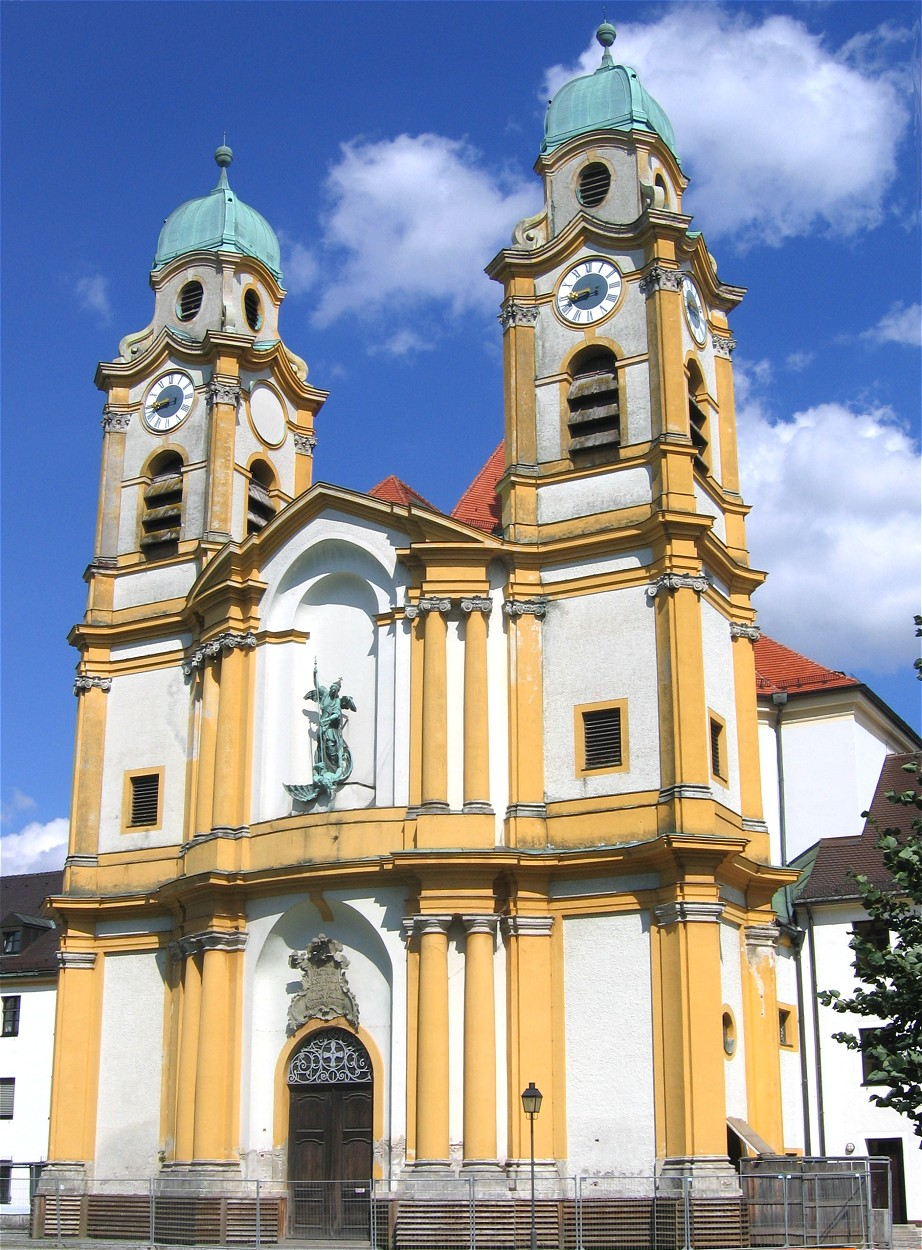
Chiesa di San Michele a Berg am Laim

## Araldica
| Stemma | Descrizione |
| ------ | --- |
| \| \|  | Clemente Augusto di Baviera Principe-Prevosto di Altotting Inquartato. Al 1° ed al 4° losangato d'azzurro e d'argento, al 2° ed al 3° di nero al leone d'oro rampante. Sul tutto allo scudo di rosso con globo dorato. Lo scudo, è timbrato da un cappello con cordoni e nappe di nero. Le nappe, in numero di dodici, sono disposte sei per parte, in cinque ordini di 1, 2, 3. Dietro allo scudo sono presenti le insegne da principe del Sacro Romano Impero. |
|        | |

| Stemma | Descrizione |
| ------ | --- |
| \| \|  | Clemente Augusto di Baviera Principe-Vescovo di Ratisbona, Paderborn, Heidelsheim e Osnabrück Inquartato. Al 1° ed al 4° losangato d'azzurro e d'argento, al 2° ed al 3° di nero al leone d'oro rampante. Sul tutto allo scudo di rosso con globo dorato. Lo scudo, accollato a una croce astile patriarcale d'oro, posta in palo, è timbrato da un cappello con cordoni e nappe di verde. Le nappe, in numero di dodici, sono disposte sei per parte, in cinque ordini di 1, 2, 3. Dietro allo scudo sono presenti le insegne da principe del Sacro Romano Impero. |
|        | |

| Stemma | Descrizione |
| ------ | --- |
| \| \|  | Clemente Augusto di Baviera Principe-Arcivescovo di Colonia Inquartato. Al 1° ed al 4° losangato d'azzurro e d'argento, al 2° ed al 3° di nero al leone d'oro rampante. Sul tutto allo scudo di rosso con globo dorato. Lo scudo, accollato a una croce astile patriarcale d'oro, posta in palo, è timbrato da un cappello con cordoni e nappe di verde. Le nappe, in numero di sedici, sono disposte otto per parte, in cinque ordini di 1, 2, 3, 5. Dietro allo scudo sono presenti le insegne da principe del Sacro Romano Impero. |
|        | |

| Stemma | Descrizione |
| ------ | --- |
| \| \|  | Clemente Augusto di Baviera Gran Maestro dell'Ordine Teutonico Inquartato. Al 1° ed al 4° losangato d'azzurro e d'argento, al 2° ed al 3° di nero al leone d'oro rampante. Sul tutto allo scudo di rosso con globo dorato. Lo scudo è timbrato da un cappello di nero con cordoni e nappe di bianco. Le nappe, in numero di dodici, sono disposte sei per parte, in tre ordini di 1, 2, 3. Dietro allo scudo sono presenti una spada ed un pastorale. |
|        | |

## Genealogia episcopale e successione apostolica
La genealogia episcopale è:
- Cardinale Scipione Rebiba
- Cardinale Giulio Antonio Santori
- Cardinale Girolamo Bernerio, O.P.
- Arcivescovo Galeazzo Sanvitale
- Cardinale Ludovico Ludovisi
- Cardinale Luigi Caetani
- Cardinale Ulderico Carpegna
- Cardinale Paluzzo Paluzzi Altieri degli Albertoni
- Papa Benedetto XIII
- Arcivescovo Clemente Augusto di Baviera

La successione apostolica è:
- Cardinale Johann Theodor von Bayern (1730)
- Arcivescovo Johann Friedrich Karl von Ostein (1743)
- Vescovo Franz Bernardin Verbeck, O.F.M. Conv. (1746)
- Vescovo Franz Josef von Gondola, O.S.B. (1752)

## Ascendenza
|                                               |                |                                     | Genitori                              |  |  | Nonni |  |  | Bisnonni                            |  |  | Trisnonni              |  |
|                                               |                |                                     |                                       |  |  |       |  |  | Massimiliano I, elettore di Baviera |  |  | Guglielmo V di Baviera |  |
|                                               |                |                                     |                                       |  |  |       |  |  | Massimiliano I, elettore di Baviera |  |  | Guglielmo V di Baviera |  |
|                                               |                | Renata di Lorena                    |                                       |  |  |       |  |  | Massimiliano I, elettore di Baviera |  |  |                        |  |
| Ferdinando Maria, Elettore di Baviera         |                |                                     |                                       |  |  |       |  |  | Massimiliano I, elettore di Baviera |  |  |                        |  |
|                                               |                | Maria Anna d'Asburgo                | Ferdinando II del Sacro Romano Impero |  |  |       |  |  |                                     |  |  |                        |  |
|                                               |                | Maria Anna d'Asburgo                | Ferdinando II del Sacro Romano Impero |  |  |       |  |  |                                     |  |  |                        |  |
|                                               |                | Maria Anna d'Asburgo                | Maria Anna di Baviera                 |  |  |       |  |  |                                     |  |  |                        |  |
| Massimiliano II Emanuele, Elettore di Baviera |                | Maria Anna d'Asburgo                |                                       |  |  |       |  |  |                                     |  |  |                        |  |
|                                               |                | Vittorio Amedeo I di Savoia         | Carlo Emanuele I di Savoia            |  |  |       |  |  |                                     |  |  |                        |  |
|                                               |                | Vittorio Amedeo I di Savoia         | Carlo Emanuele I di Savoia            |  |  |       |  |  |                                     |  |  |                        |  |
|                                               |                | Vittorio Amedeo I di Savoia         | Caterina Michela d'Asburgo            |  |  |       |  |  |                                     |  |  |                        |  |
| Enrichetta Adelaide di Savoia                 |                | Vittorio Amedeo I di Savoia         |                                       |  |  |       |  |  |                                     |  |  |                        |  |
|                                               |                | Maria Cristina di Borbone-Francia   | Enrico IV di Francia                  |  |  |       |  |  |                                     |  |  |                        |  |
|                                               |                | Maria Cristina di Borbone-Francia   | Enrico IV di Francia                  |  |  |       |  |  |                                     |  |  |                        |  |
|                                               |                | Maria Cristina di Borbone-Francia   | Maria de' Medici                      |  |  |       |  |  |                                     |  |  |                        |  |
| Clemente Augusto di Baviera                   |                | Maria Cristina di Borbone-Francia   |                                       |  |  |       |  |  |                                     |  |  |                        |  |
|                                               | Jakub Sobieski | Marek Sobieski                      |                                       |  |  |       |  |  |                                     |  |  |                        |  |
|                                               | Jakub Sobieski | Marek Sobieski                      |                                       |  |  |       |  |  |                                     |  |  |                        |  |
|                                               | Jakub Sobieski | Jadwiga Snopkowska                  |                                       |  |  |       |  |  |                                     |  |  |                        |  |
| Giovanni III Sobieski                         | Jakub Sobieski |                                     |                                       |  |  |       |  |  |                                     |  |  |                        |  |
|                                               |                | Zofia Teofillia Daniłowicz          | Jan Daniłowicz                        |  |  |       |  |  |                                     |  |  |                        |  |
|                                               |                | Zofia Teofillia Daniłowicz          | Jan Daniłowicz                        |  |  |       |  |  |                                     |  |  |                        |  |
|                                               |                | Zofia Teofillia Daniłowicz          | Zofia Żółkiewska                      |  |  |       |  |  |                                     |  |  |                        |  |
| Teresa Cunegonda Sobieska di Polonia          |                | Zofia Teofillia Daniłowicz          |                                       |  |  |       |  |  |                                     |  |  |                        |  |
|                                               |                | Henri Albert de La Grange d'Arquien | Antoine de La Grange d'Arquien        |  |  |       |  |  |                                     |  |  |                        |  |
|                                               |                | Henri Albert de La Grange d'Arquien | Antoine de La Grange d'Arquien        |  |  |       |  |  |                                     |  |  |                        |  |
|                                               |                | Henri Albert de La Grange d'Arquien | Anne d'Ancienville                    |  |  |       |  |  |                                     |  |  |                        |  |
| Maria Casimira Luisa de la Grange d'Arquien   |                | Henri Albert de La Grange d'Arquien |                                       |  |  |       |  |  |                                     |  |  |                        |  |
|                                               |                | Françoise de La Châtre              | Baptiste de La Châtre                 |  |  |       |  |  |                                     |  |  |                        |  |
|                                               |                | Françoise de La Châtre              | Baptiste de La Châtre                 |  |  |       |  |  |                                     |  |  |                        |  |
|                                               |                | Françoise de La Châtre              | Gabrielle Lamy                        |  |  |       |  |  |                                     |  |  |                        |  |
|                                               |                | Françoise de La Châtre              |                                       |  |  |       |  |  |                                     |  |  |                        |  |